# Sophie Dorothee von Württemberg

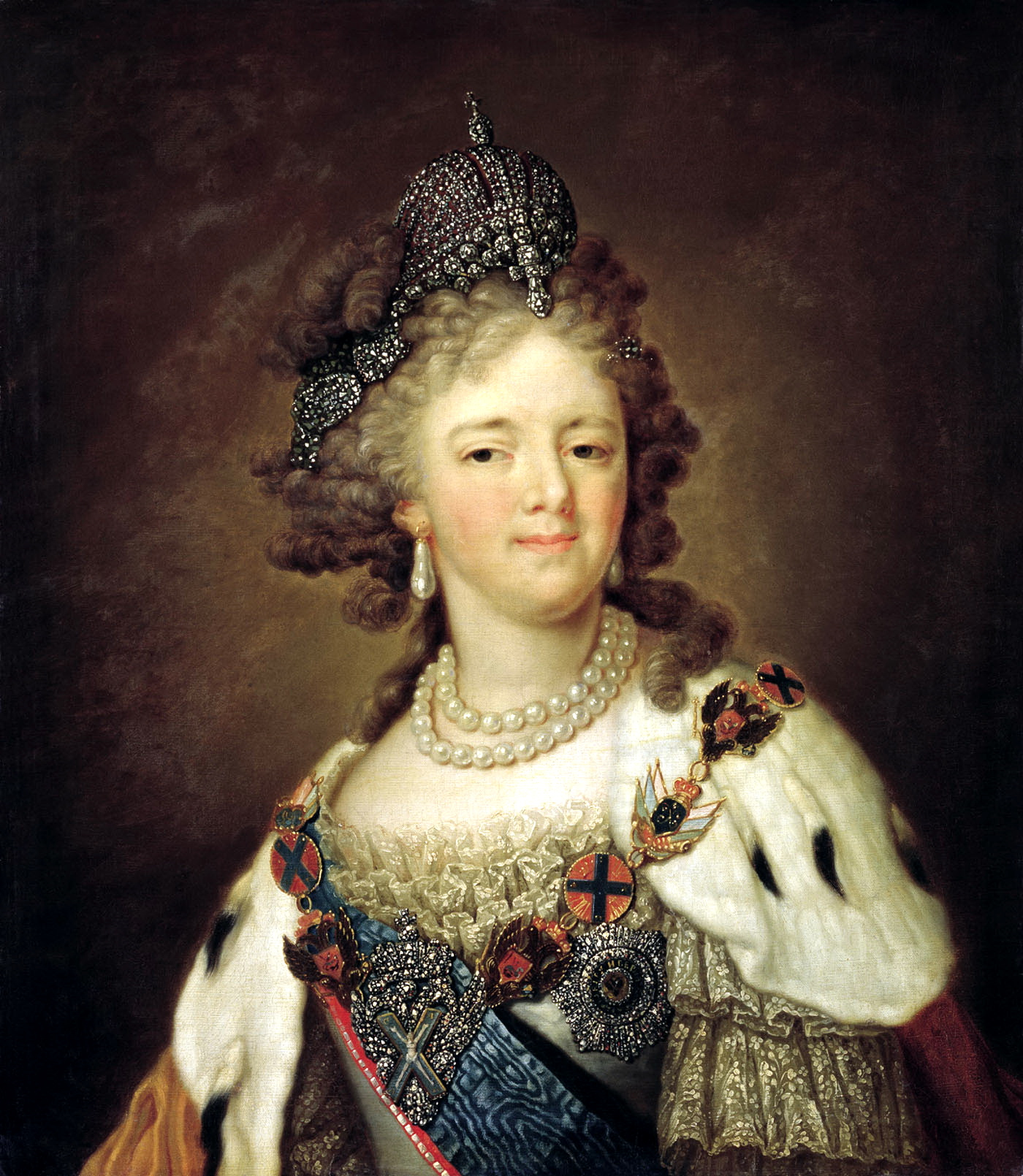
Sophie Dorothee von Württemberg, Kaiserin Maria Fjodorowna von Russland

Sophie Dorothee Auguste Luise Prinzessin von Württemberg, ab 7. Oktober 1776 Großfürstin, ab 1796 Kaiserin Maria Fjodorowna von Russland (* 25. Oktober 1759 in Stettin; † 24. Oktoberjul. / 5. November 1828greg. in Pawlowsk), war ab 1776 zweite Ehefrau des russischen Kaisers Paul I. (regierte 1796–1801). Zwei ihrer Kinder, Alexander I. und Nikolaus I., wurden ebenfalls Kaiser.

## Familiäre Einordnung
Sophie Dorothee von Württemberg war das vierte von insgesamt zwölf Kindern und die älteste Tochter aus der Ehe von Herzog Friedrich Eugen von Württemberg mit Friederike Dorothea Sophia von Brandenburg-Schwedt. Ihre Mutter Friederike Dorothea Sophia wiederum war die Tochter von Markgraf Friedrich Wilhelm von Brandenburg-Schwedt und Sophie Dorothea Marie, die das neunte Kind des preußischen Königs Friedrich Wilhelm I. und eine Schwester Friedrichs des Großen war. Sophie Dorothee war also die Schwester des ersten württembergischen Königs Friedrich I. und die Großnichte Friedrichs des Großen.

## Jugend

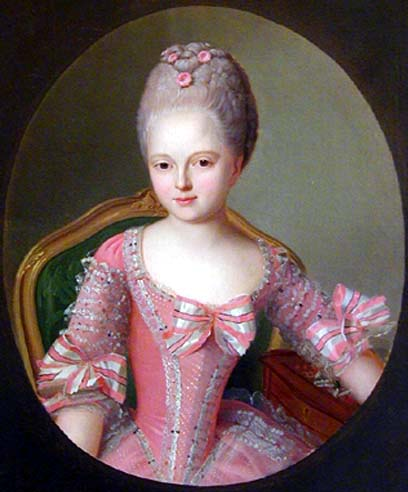
Jugendbildnis von Sophie Dorothee von Württemberg

Zum Zeitpunkt der Geburt Sophie Dorothees war ihr Vater Friedrich Eugen als General im Dienste Friedrichs des Großen im Siebenjährigen Krieg. Es war nicht davon auszugehen, dass er als dritter in der Thronfolge die Regentschaft in Württemberg antreten würde. Nach dem Ende des Krieges war er von 1763 bis 1769 General in Treptow in Pommern und quittierte dann seinen Militärdienst, um mit seiner Familie in das linksrheinische, damals zu Württemberg gehörige Mömpelgard umzuziehen. Dort war Sophie Dorothee mit Henriette von Oberkirch befreundet, die in ihren Memoiren ausführlich über ihre gemeinsame Zeit berichtet. Die Sommerresidenz Friedrich Eugens und seiner Familie war ein Schlösschen im nahegelegenen Étupes.
Sophie Dorothee wuchs in glücklichen familiären Verhältnissen auf und wurde zu Bescheidenheit, Disziplin und Religiosität erzogen. Sie erhielt eine umfassende Ausbildung und lernte mehrere Sprachen wie Französisch, Italienisch und Latein. Sie wurde auch in Konversation, Musik, Tanz, Zeichnen, Malen, Handarbeit, Geschichte, Geographie und Religion unterrichtet. Ebenfalls erlernte Sophie Dorothee Fertigkeiten und Kenntnisse in der Hauswirtschaft. Auch ihre kulturellen Interessen wurden geweckt. Sie las ziemlich viel und ihr Vater unterhielt sogar eine Korrespondenz mit Jean-Jacques Rousseau.

## Heirat mit Paul von Russland
Als Katharina die Große 1772 für ihren Sohn, den russischen Thronfolger Paul, eine Braut suchen ließ, setzte sie auf eine eheliche Verbindung mit einer Prinzessin aus einem deutschen Fürstenhaus. Unter den 15 enger ins Auge gefassten Kandidatinnen befand sich auch Sophie Dorothee, die aber zum damaligen Zeitpunkt als noch zu jung erschien. Die Wahl fiel zunächst auf Wilhelmina Luisa von Hessen-Darmstadt, die in Russland den Namen Natalja Alexejewna annahm, aber bereits am 26. April 1776 starb.

Sophie Dorothee von Württemberg

Im April 1776 verlobte sich Sophie Dorothee unterdessen mit Ludwig von Hessen-Darmstadt, einem Bruder von Pauls erster Gattin Natalja Alexejewna. Bald darauf kam es aber auf Wunsch Friedrichs des Großen und Katharinas der Großen zur Verlobung von Sophie Dorothee mit dem soeben verwitweten Thronfolger Paul. Diese Zeremonie fand am 23. Juli 1776 in Berlin statt. Ludwig von Hessen-Darmstadt erhielt als Entschädigung für die Auflösung seiner Verlobung von der Kaiserin 10.000 Rubel ausbezahlt. Sophie Dorothee schrieb einem Freund, dass sie sehr in Paul verliebt sei und glücklich, dass er ihre Liebe erwidere. Doch forderte der Thronfolger von seiner Verlobten strenge Verhaltensmaßregeln: Sie müsse geduldig sein und seine Launen ertragen und solle sich niemals in die Politik einmischen. An diese Forderungen hielt sich Sophie Dorothee allerdings nicht.
Sophie Dorothee trat vor ihrer Vermählung vom lutherischen zum orthodoxen Glauben über und nahm den Namen Maria Fjodorowna an. Sie wurde nun russische Großfürstin. Ihre Hochzeit fand am 7. Oktober 1776 in Sankt Petersburg statt. Die Braut war damals knapp 17 Jahre alt und damit um fünf Jahre jünger als ihr Gatte. Ihre Brüder Wilhelm und Karl übernahmen in Russland bedeutende Ämter in Armee und Verwaltung und unterstützten dadurch die Stellung Maria Fjodorownas in ihrer neuen Heimat.

## Russische Großfürstin

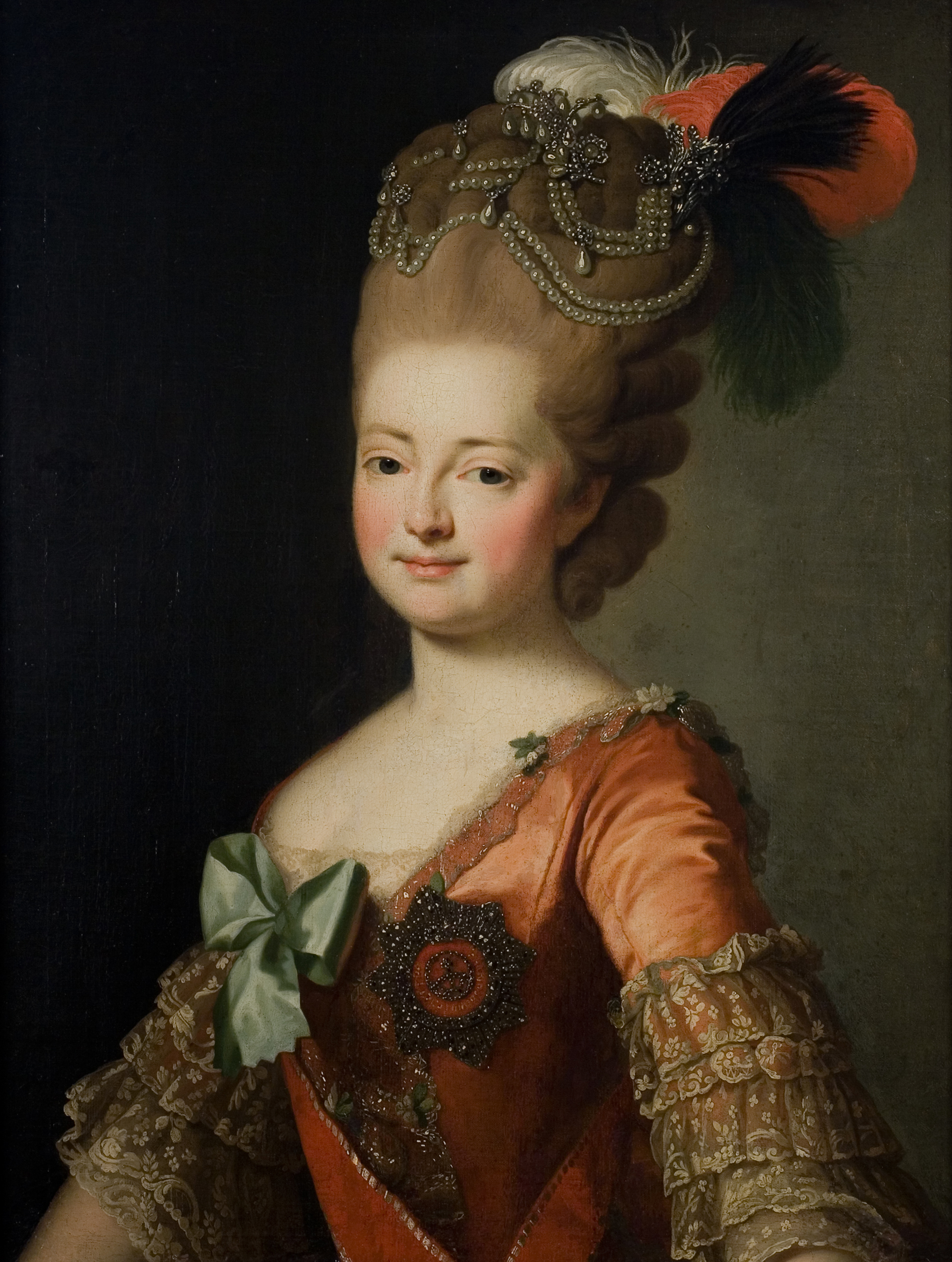
Sophie Dorothee als Maria Fjodorowna, Großfürstin von Russland

Die Ehe des russischen Thronfolgerpaares verlief lange Jahre glücklich. Die Großfürstin und ihr Gemahl liebten sich, obwohl der äußerlich kleine und unansehnliche Paul einen schwierigen Charakter besaß. Die russische Geschichtsschreibung des 19. Jahrhunderts sowie die sowjetische Historiographie beschrieb ihn überwiegend negativ als äußerst launenhaften und argwöhnischen Fürsten, der zu unberechenbarem Verhalten und unerwarteten Stimmungsschwankungen geneigt habe.
Kaiserin Katharina II. war anfangs mit Pauls zweiter Gattin sehr zufrieden und beschrieb sie als hochgewachsene Frau von nymphenhafter Gestalt mit heller Gesichtsfarbe und großer Herzensgüte. Bald allerdings entzweiten sich die beiden hochadligen Damen, weil die Kaiserin nicht zugunsten ihres Sohnes abzudanken gedachte und Maria Fjodorowna sich in diesem Konflikt auf die Seite ihres Gatten stellte. Es herrschte ein tiefer Hass zwischen Sohn und Mutter, die bis zu ihrem Tod 1796 die Herrschaft in den Händen behielt. In dieser Zeit blieben Paul und seine Gattin isoliert und politisch ohnmächtig.
Vertieft wurden die Spannungen, als Maria Fjodorowna im Dezember 1777 den Thronfolger Alexander und eineinhalb Jahre später als zweites Kind Konstantin zur Welt brachte, da Katharina II. beide Söhne ihren Eltern wegnehmen ließ und sie selbst aufzuziehen beabsichtigte. Damit handelte Katharina II. genauso, wie ihr einst ihr Sohn Paul von der damaligen Kaiserin Elisabeth entzogen worden war. Später sorgte Maria Fjodorowna für weiteren Nachwuchs, indem sie zunächst sechs Töchter und zuletzt noch zwei Söhne zur Welt brachte, die alle in der Obhut ihrer Eltern verbleiben durften. Bis auf eine Tochter, Olga, erreichten alle Kinder das Erwachsenenalter.
Anlässlich der Geburt des Thronfolgers schenkte Katharina II. ihrem Sohn und seiner Gattin 1777 das 30 km südlich von Sankt Petersburg gelegene Landgut Pawlowsk, wo ein schönes Schloss errichtet wurde. Maria Fjodorowna, die sich mit Gartenarchitektur auskannte, kümmerte sich insbesondere um die Anlage des weitläufigen Landschaftsparks im englischen Stil, der Erinnerungen an ihre Heimat wachrufen sollte.
Ab September 1781 reisten der Thronfolger und seine Gemahlin 14 Monate lang unter dem Pseudonym Graf und Gräfin Severny durch Westeuropa. Die Reise führte das Paar nach Polen, Österreich, Italien – wo sich Paul öffentlich sehr verliebt in seine Gattin zeigte –, ferner nach Frankreich, Holland, Schweiz und Deutschland, wo Maria Fjodorowna in Stuttgart ihre Eltern besuchte. Paul war vom Regiment Friedrichs des Großen beeindruckt und blieb stets bei einer preußenfreundlichen Politik.
Nachdem die russische Kronprinzessin 1783 ihre erste Tochter Alexandra geboren hatte, erhielten sie und ihr Gatte von der Kaiserin das Schloss in Gattschina geschenkt. Hauptsächlich dort bezog Paul seither seinen Wohnsitz und praktizierte seine militaristischen Spiele. So hielt er sich eine eigene am preußischen Vorbild orientierte Garde. Diese kriegerischen Ideale Pauls teilte seine Gattin nicht. Sie versuchte aber, ihm eine emotionelle Stütze zu geben und sein Temperament zu zügeln.
Im Gegensatz zu vielen damaligen Fürstinnen war Maria Fjodorowna äußerst sparsam und übernahm etwa die Kleider von Pauls erster Gattin in ihre Garderobe. Sie förderte die Künste, betätigte sich als Aquarellmalerin, entwarf Kameen und schuf Elfenbeinarbeiten. Als begabte Musikerin spielte sie Cembalo, ließ zur Freude ihres Gatten Theateraufführungen veranstalten und protegierte die blinde schwedische Musikerin Charlotta Seuerling. In der Literatur interessierten sie vor allem deutsche und französische Werke. Der deutsche Dichter Friedrich Maximilian Klinger war als Vorleser Pauls eingestellt. Gemeinsam mit Maria Fjodorowna trug er zu einer umfangreichen Pflege deutscher Literatur in Gattschina bei. Auch weitere Schriftsteller, Künstler und Gelehrte verkehrten in Gattschina. Die Großfürstin veranlasste Entdeckungsreisen des Admirals und Weltumseglers Adam Johann von Krusenstern. Sie unterstützte ferner Wohlfahrtseinrichtungen und gründete in Sankt Petersburg eine Blindenanstalt.
Einige Jahre vor dem Tod Katharinas II. wurde Maria Fjodorownas viele Jahre harmonische Ehe einer schweren Belastungsprobe ausgesetzt, als sich der von seiner erzwungenen politischen Passivität gelangweilte Paul eine Hofdame seiner Gattin, Katharina Nelidowa, zur Geliebten nahm. Die Großfürstin war tief verletzt, aber ihre bittere Klage bei Katharina II. blieb erfolglos. Paul versicherte, dass seine Beziehung zur Hofdame rein platonischer Natur sei. 1793 zog sich Katharina Nelidowa zurück und später kam es zwischen ihr und Maria Fjodorowna wieder zu einer Annäherung.
Gegen Ende ihres Lebens scheint Katharina II. ernsthaft erwogen zu haben, ihren Sohn Paul von der Thronfolge auszuschließen und stattdessen ihren ältesten Enkel Alexander zu ihrem direkten Nachfolger zu machen. Diesbezügliche Entscheidungen traf sie aber nicht mehr, und Paul konnte ohne Probleme nach dem Tod Katharinas am 17. November 1796 die Regierung in Russland übernehmen.

## Kaiserin
Der neue Kaiser setzte anlässlich seiner Krönung im April 1797 das von Peter dem Großen abgeschaffte Erstgeburtsrecht bei der Thronfolge wieder in Kraft und bezeichnete damit seinen ältesten Sohn Alexander als legitimen Nachfolger. Diese Regelung blieb auch nach Pauls Ermordung bestehen.

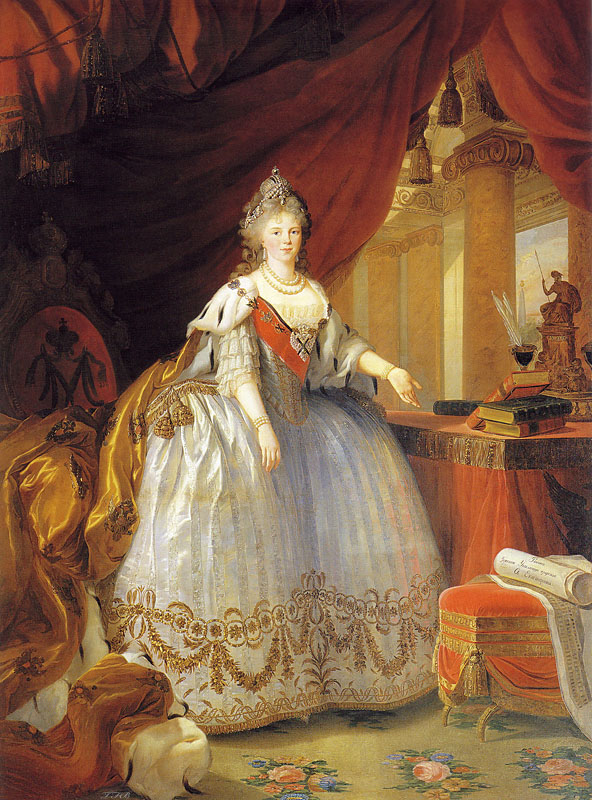
Sophie Dorothee von Württemberg, als Zarin von Russland (1799) von Élisabeth Vigée-Lebrun

Auch Maria Fjodorowna trat nun mehr in das Licht der Öffentlichkeit und durfte einen gewissen politischen Einfluss ausüben. Sie zeichnete für die staatlichen Wohlfahrtseinrichtungen verantwortlich und wurde oberste Unterstützerin der Hospitäler, Armenküchen, Waisenhäuser und anderer für die zahllosen Notleidenden gedachten Einrichtungen. Für ihre sozialen Tätigkeiten, die sie bis zu ihrem Tod mustergültig erfüllte, erhielt sie vom Kaiser ein jährliches Budget von einer Million Rubel. Sie erzog auch ihre Töchter zu aktiver Armenfürsorge. Der Gesellschaft zur Erziehung adliger Töchter stand sie ebenfalls vor. Sie half auch ihren vielen weniger wohlhabenden Verwandten.
Die Kaiserin förderte außerdem das Musik- und Kulturleben Russlands und überwachte persönlich die Verschönerung kaiserlicher Residenzen wie jener in Gattschina oder dem Winterpalast in Sankt Petersburg. Sie sprach auch ein gewichtiges Wort bei der Erziehung und Verheiratung ihrer Kinder mit, wobei freilich der Kaiser die Letztentscheidung traf. Sie sorgte dafür, dass ihr Nachwuchs nur von ausgewählten Gelehrten unterrichtet wurde und intensivierte die von Peter dem Großen begonnene Politik, den Machtinteressen Russlands dienende Heiratsbeziehungen mit zahlreichen europäischen Adelshäusern anzuknüpfen. Diese wiederum waren an einer Verbindung mit den Romanows interessiert, weil sie nach dem Ausbruch der Französischen Revolution in Russland einen Verbündeten gegen die Bedrohung durch die Grande Nation sahen.
Die Erfahrungen der Französischen Revolution trugen dazu bei, dass Paul schon vor seiner Thronbesteigung ein Verfechter der Autokratie war und mit allen Mitteln den Einzug liberaler Ideen im Kaiserreich zu verhindern suchte. Außenpolitisch wird seine Politik als besonders sprunghaft charakterisiert, unter anderen weil er zuerst mit einigen europäischen Staaten gegen Frankreich verbündet war, nach dem Scheitern dieser Koalition aber eine Annäherung an Napoleon betrieb. Die Kaiserin blieb hingegen anti-französisch gesinnt. Paul duldete keine Gedankenfreiheit oder Autonomiebestrebungen, verwandelte Sankt Petersburg durch zahllose den Bürgern ihren Tagesablauf bis ins Kleinste vorschreibende Regeln in eine „Kaserne“ und verfeindete sich mit dem Adel, da er ihn besteuern ließ und seine Rechte einschränkte. Seine letzte Regierungszeit wies zunehmend despotische Züge auf.
Auch seiner Gattin misstraute Paul zunehmend. Die Ehe wurde in wachsendem Maß zerrüttet. Die Kaiserin holte Katharina Nelidowa wieder an den Hof und versuchte nun mit ihr gemeinsam, einen mildernden Einfluss auf den Kaiser auszuüben. Doch Gegner der Partei der Kaiserin machten Paul argwöhnisch. Der Monarch verbannte 1798 seine ehemalige Geliebte, nahm sich als neue – nach seinen Aussagen nur platonische – Mätresse Anna Petrowna Lopuchina, entzog seiner Gattin politische Agenden und warnte sie, dass er sie in ein Kloster stecken könnte. Da Maria Fjodorownas detaillierte Tagebücher nach ihrem Tod auf Anordnung Nikolaus’ I. ihrem Wunsch gemäß verbrannt wurden, ebenso viele ihrer Briefe, lässt sich ihre damalige Gemütsverfassung höchstens erahnen.
Gegen Pauls autokratisches Regime formierte sich von Seiten des Adels bald Widerstand. Schon Ende 1797 kursierten Gerüchte über einen Staatsstreich, der von einer Adelsgruppe vorbereitet wurde. Der Kaiser ließ den festungsartig ausgebauten Michailow-Palast in Sankt Petersburg errichten, um dort vor Anschlägen sicher zu sein. Der Thronfolger Alexander war in die Umsturzpläne eingeweiht und höchstwahrscheinlich wusste auch Maria Fjodorowna zumindest über deren Existenz Bescheid. Im Februar 1801 zog Paul mit seiner Familie in das Michailow-Schloss ein, doch nützte ihm dies nichts: Bei einer Palastrevolte wurde er am 24. März 1801 ermordet.

## Kaiserinwitwe

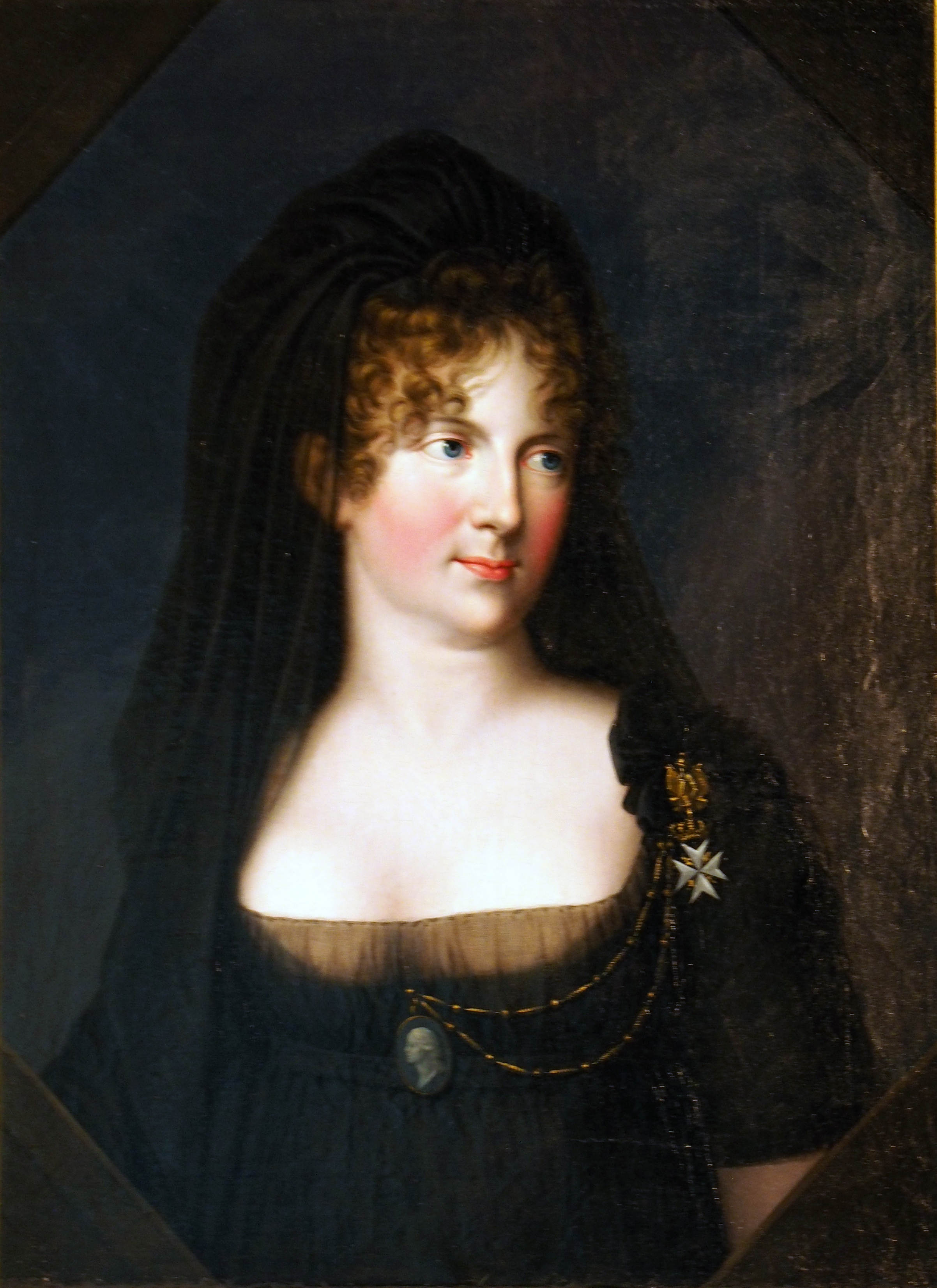
Maria Fjordorowna als Witwe (von Gerhard von Kügelgen nach 1801)

Wurde Maria Fjodorowna zunächst als sparsam, freundlich und liebenswürdig geschildert, trat sie nach dem Tod ihres Gatten politisch fordernder und intriganter sowie Respekt heischend auf. Zuerst wollte sie nach dem Vorbild Katharinas II. selbst die Regierung übernehmen, konnte sich aber mit diesem Ansinnen nicht durchsetzen, da die meisten politischen Parteien ihren Sohn Alexander unterstützten. Sie verlangte zumindest ihre Anerkennung als ranghöchste Frau Russlands, was ihren Vorrang vor der Kaiserin Elisabeth Alexejewna einschloss. So ging sie öfters bei öffentlichen Auftritten an der Seite Alexanders, während dessen Gattin hinterherschreiten musste. Sie war ähnlich verletzend zu ihrer Schwiegertochter, wie sie es einst von Katharina II. erfahren hatte.
Ihre unter der Herrschaft ihres Gatten Paul begonnene karitative Tätigkeit setzte Maria Fjodorowna in ihrer Witwenzeit verstärkt fort. Sie wirkte vor allem beim Ausbau von Bildungs- und Wohltätigkeitseinrichtungen mit, aus denen später das „Ressort der Anstalten der Zarin Maria“ hervorging.
Der Pawlowsker Hof der sehr kostspielig lebenden Kaiserinwitwe wurde ein wichtiger Treffpunkt des Sankt Petersburger Adels. Maria Fjodorowna gab prächtige Empfänge und trug dabei stets aufwendige, luxuriöse Gewänder. Sie achtete streng auf die Einhaltung der Etikette. Der Lebensstil des Kaiserpaares wirkte dagegen bescheiden.
Direkte politische Entscheidungen konnte Maria Fjodorowna zwar nicht fällen, doch übte sie dennoch einen großen Einfluss auf Kaiser Alexander wie auch auf ihre anderen Kinder aus. Sie wirkte auch bei der Verheiratung ihrer jüngeren Kinder mit Mitgliedern westeuropäischer Adelshäuser mit und blieb bei einer anti-napoleonischen Gesinnung – anders als ihr ältester Bruder Friedrich, der zu Napoleons engsten Verbündeten gehörte, 1806 aus seiner Hand die Königskrone empfing und 1807 seine Tochter mit dessen Bruder Jérôme Bonaparte verheiratete. Maria Fjodorowna hingegen war wenig begeistert über den bei einer persönlichen Begegnung von Alexander mit Napoleon im Juni und Juli 1807 ausgehandelten Frieden von Tilsit, da sie die Teilnahme Russlands an der Kontinentalsperre für problematisch hielt und grundsätzlich gegen eine Vereinbarung mit dem französischen Herrscher war. Auf der gleichen Linie lag ihre Ablehnung des 1807/08 erwogenen Planes, ihre Tochter Katharina zur Gattin Napoleons zu machen. Sie setzte sich bei Alexander im Sinne konservativer Parteien ein, die den liberalen Politikansätzen während der frühen Regierungszeit des Kaisers ablehnend gegenüberstanden. So arbeitete sie auf den – schließlich 1812 erfolgten – Sturz des liberalen Reformers Michail Michailowitsch Speranski hin. Auch beredete sie ihren Sohn, die am Mord an ihrem Gatten beteiligten Personen in keine hohen Ämter zu heben.
Als die Ära Napoleons nach dem Wiener Kongress beendet war, unternahm Maria Fjodorowna verschiedene Reisen durch Europa, etwa als Begleiterin ihres kaiserlichen Sohnes oder zu Familienbesuchen. Umgekehrt reisten ihre Kinder, soweit sie ausländische Monarchen geehelicht hatten, öfters in ihre russische Heimat, um der Kaiserinwitwe ihre Aufwartung zu machen. Bei diesen Treffen kamen auch wichtige politische Themen zur Sprache. Im November 1818 besuchte Maria Fjodorowna in Weimar den Schwiegervater ihrer Tochter Maria Pawlowna, Großherzog Karl August von Sachsen-Weimar-Eisenach, dessen Gesinnung ihr zu liberal war, und wirkte mit, dass er der Heiligen Allianz erhalten blieb. Umgekehrt kam Maria Pawlowna mit ihrer Familie 1824 zu einem Treffen mit ihrer Mutter nach Sankt Petersburg. Dabei wurden die Heiratspläne für Maria Pawlownas Töchter Marie und Augusta besprochen.
Die Kaiserinwitwe hatte zwar ihre beiden ältesten Söhne nicht erziehen dürfen, holte dies aber bei ihren beiden jüngeren nach und beeinflusste sie im konservativen Geist. Als daher Alexander 1825 starb und Nikolaus I. neuer Kaiser wurde, übte dieser ein äußerst reaktionäres Regime aus. Auch bei der frühen Erziehung ihres Enkels, des künftigen Kaisers Alexander II., spielte Maria Fjodorowna eine maßgebliche Rolle. Sie erlebte noch die ersten drei Regierungsjahre ihres dritten Sohnes Nikolaus und starb 1828 im Alter von 69 Jahren. Ihr Palast in Pawlowsk wurde von ihren Nachkommen als eine Art Familienmuseum bis zur Russischen Revolution unverändert belassen und instand gehalten.

## Nachkommen
Aus der Ehe mit Paul gingen zehn Kinder hervor:
- Alexander I. (* 23. Dezember 1777; † 1. Dezember 1825), Kaiser von Russland, verheiratet mit Elisabeth Alexejewna, geborene Louise von Baden
- Konstantin (* 8. Mai 1779; † 27. Juni 1831), Großfürst von Russland, verheiratet mit Juliane von Sachsen-Coburg-Saalfeld
- Alexandra (* 9. August 1783; † 16. März 1801), verheiratet mit Erzherzog Joseph Anton Johann von Österreich
- Helene (* 24. Dezember 1784; † 24. September 1803), verheiratet mit Friedrich Ludwig, Erbprinz von Mecklenburg-Schwerin
- Maria (* 16. Februar 1786; † 23. Juni 1859), verheiratet mit Karl Friedrich, Großherzog von Sachsen-Weimar-Eisenach
- Katharina (* 21. Mai 1788; † 9. Januar 1819), in zweiter Ehe verheiratet mit Wilhelm I., König von Württemberg
- Olga (* 22. Juli 1792; † 26. Januar 1795), Großfürstin von Russland
- Anna (* 18. Januar 1795; † 1. März 1865), verheiratet mit Wilhelm II., König der Niederlande
- Nikolaus I. (* 6. Juli 1796; † 2. März 1855), Kaiser von Russland, verheiratet mit Alexandra Fjodorowna, geborene Charlotte von Preußen
- Michail (* 8. Februar 1798; † 9. September 1849), Großfürst von Russland, verheiratet mit Charlotte von Württemberg

## Archivinformationen
Die Briefe von Maria Feodorowna an ihren Bruder, den König Friedrich I. von Württemberg, werden im Hauptstaatsarchiv Stuttgart aufbewahrt, desgleichen ihre Korrespondenz mit weiteren Familienmitgliedern. Der Briefwechsel von Maria Feodorowna mit ihren Eltern, Friedrich II. Eugen, Herzog von Württemberg, und Friederike Dorothea Sophia von Brandenburg-Schwedt, geschrieben zwischen 1776 und 1797, befindet sich ebenfalls im Hauptstaatsarchiv Stuttgart. Im gleichen Archiv lagern die Briefe von Maria Feodorowna an Friedrich Freiherrn von Maucler und seine Frau Luise Sophie Eleonore LeFort.